# Karlstein (Bad Reichenhall)
Karlstein is een voormalige gemeente in Beieren, in het Berchtesgadener Land. Heden ten dage vormt ze een onderdeel van Bad Reichenhall. Karlstein telt circa 3500 inwoners.
De gemeente Karlstein omvatte de plaatsen Kirchberg, Nonn en Thumsee. Op 1 mei 1978 werd Karlstein met al zijn deelgemeenten bij Bad Reichenhall gevoegd.
Karlstein wordt van het centrum van Bad Reichenhall gescheiden door de Saalach. Het beekje Seebach vloeit door Karlstein; dit ontspringt in de Thumsee en vloeit in Nonn, onder de naam Hosewaschbach, in de Saalach over. De General-Konrad-Kaserne, vernoemd naar Rudolf Konrad, bevindt zich te Karlstein.
Op de Pankratiusrotsen staat, benevens de bedevaartskerk Sint-Pankratius, de kasteelruïne Karlstein.

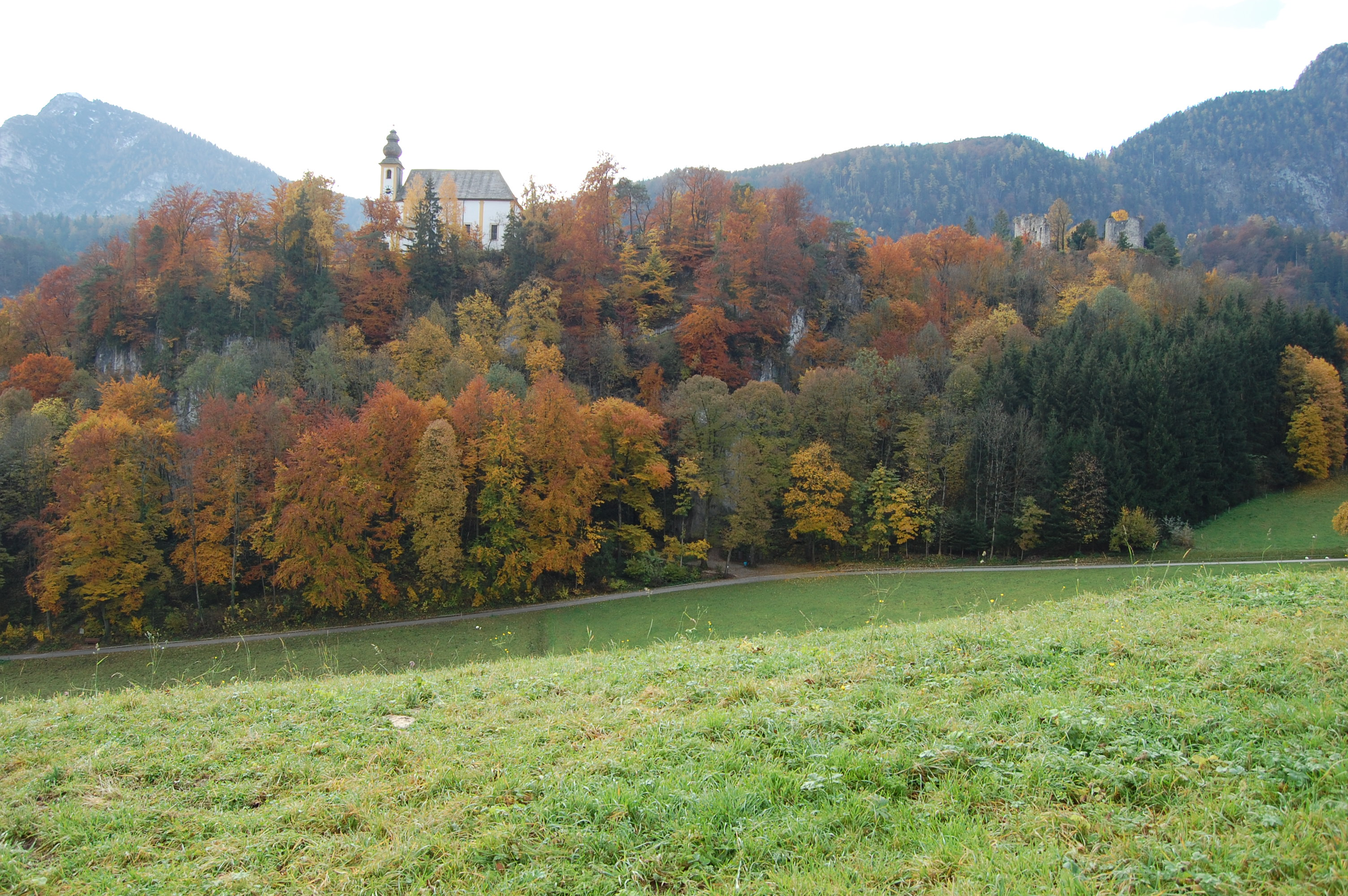
Karlstein, links de Sint-Pankratiuskerk, rechts de kasteelruïne Karlstein